# Little Steel Strike
Als Little Steel Strike wird ein Streik bezeichnet, der am 26. Mai 1937 in den US-Bundesstaaten Pennsylvania, Ohio, Indiana und Illinois begann und 20 Eisen-, Stahl- und Walzwerke mit etwa 92.000 Arbeitern erfasste. Der mit besonderer Erbitterung ausgetragene Streik brach – nachdem Gerichte und Behörden der Einzelstaaten zugunsten der Unternehmer eingegriffen hatten – schrittweise zusammen und endete nach 64 Tagen mit einer schweren Niederlage des für seine Auslösung verantwortlichen Steel Workers Organizing Committee. Während des Streiks kam es mehrfach zu blutigen Zusammenstößen zwischen Arbeitern auf der einen und unternehmenseigenen Sicherheitskräften bzw. Polizei und Nationalgarde auf der anderen Seite. Erinnert wird bis heute vor allem das sogenannte Memorial Day massacre vor dem Republic Steel-Werk in Chicago (30. Mai 1937).

## Hintergrund, Verlauf und Bedeutung

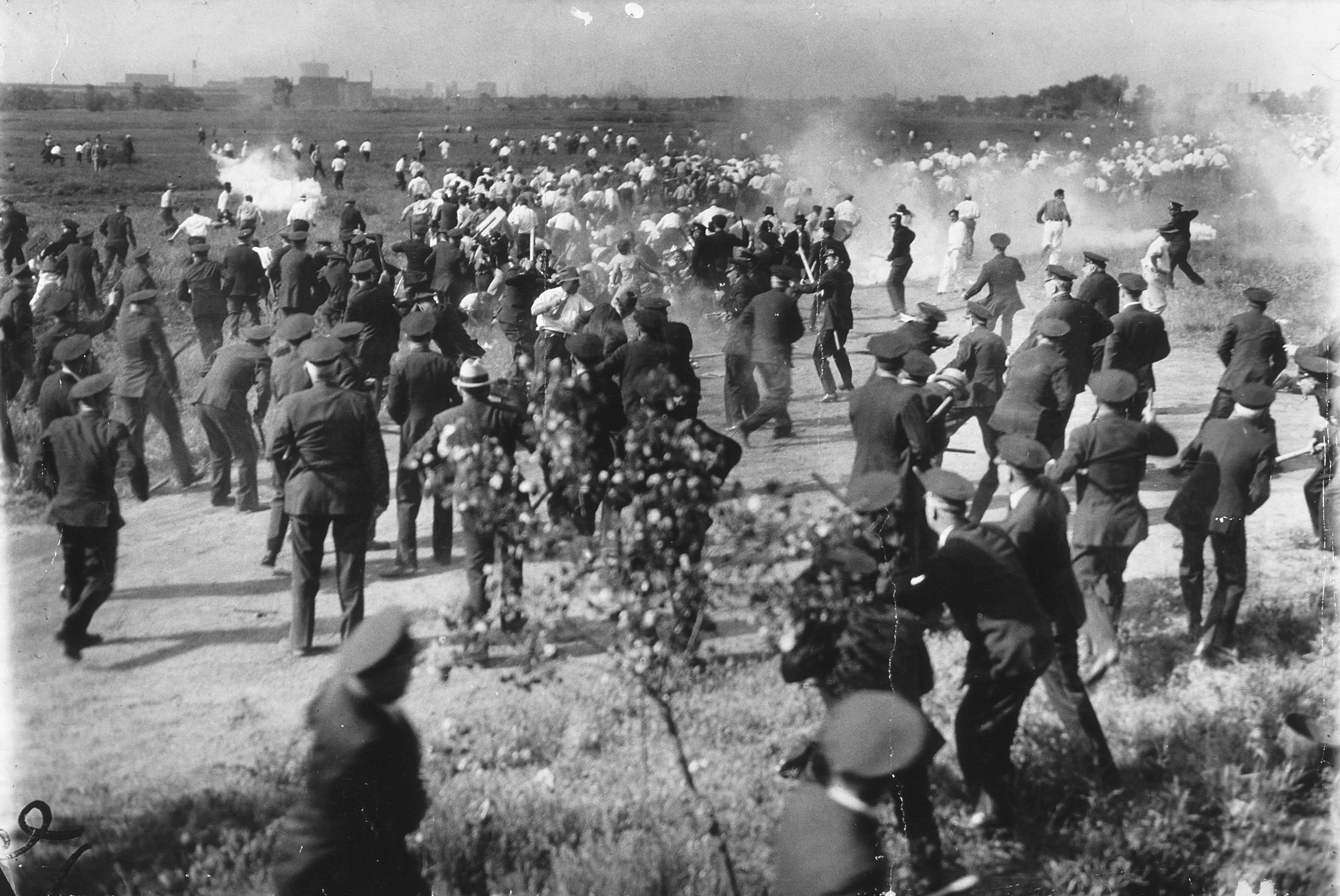
Inzwischen ein emblematisches Bilddokument der Great Depression-Ära: Arbeiter fliehen vor Polizisten, die am 30. Mai 1937 in Chicago mit Schlagstöcken, Tränengas und Schusswaffen gegen sie vorgehen (Memorial Day massacre)

1936 hatten Aktivisten aus dem Umfeld des Committee for Industrial Organization (vgl. Congress of Industrial Organizations) mit dem Aufbau einer Industriegewerkschaft begonnen, die alle in der Stahlindustrie der Vereinigten Staaten beschäftigten Arbeiter organisatorisch erfassen sollte. Hierzu wurde im Juni 1936 das Steel Workers Organizing Committee (SWOC) gebildet, das bereits nach kurzer Zeit de facto als Gewerkschaft agierte und seine Ressourcen zunächst auf die großen Werke von U.S. Steel im Raum Pittsburgh und im Raum Chicago konzentrierte. U.S. Steel fand sich Anfang März 1937 zur allgemeinen Überraschung dazu bereit, das SWOC ohne größere Auseinandersetzung als Verhandlungspartner und Repräsentant der Belegschaft zu akzeptieren. Eine Anzahl kleinerer Stahlproduzenten schloss sich diesem Schritt an. Einige der in Abgrenzung von den beiden die Branche dominierenden Unternehmen U.S. Steel und Bethlehem Steel – Big Steel – als Little Steel bezeichneten kleineren Firmen kamen hingegen im Frühjahr 1937 überein, die Konfrontation mit dem SWOC zu suchen und demselben eine Niederlage zuzufügen, bevor es in den eigenen Werken nennenswerten Rückhalt gefunden hatte. Zu dieser Gruppe zählten im Kern Republic Steel (49.000 Beschäftigte), Inland Steel (11.000 Beschäftigte) und Youngstown Sheet & Tube (23.000 Beschäftigte). Insbesondere Thomas Girdler, der leitende Manager von Republic Steel, trat öffentlich als Fürsprecher einer notfalls auch gewaltsamen Auseinandersetzung mit dem SWOC hervor; dasselbe müsse – so Girdler – in Little Steel sein „Verdun“ finden. Der sich abzeichnende Konflikt zwischen dem SWOC und den Little Steel-Protagonisten hatte auch eine gewisse politische Bedeutung, da letztere zu den aggressivsten Gegnern des 1935 vom Präsidenten unterzeichneten National Labor Relations Act (der es Unternehmern ausdrücklich untersagte, den Eintritt in eine Gewerkschaft wie bislang üblich mit der Entlassung zu quittieren und die amerikanischen Gewerkschaften damit erstmals „legalisierte“) gehörten und fest davon ausgingen, dass der Supreme Court dieses Gesetz über kurz oder lang für verfassungswidrig erklären und aufheben werde (vgl. dazu Four Horsemen of Reaction).
Nach der Einigung mit U.S. Steel trat das SWOC bis zum Mai 1937 mehrfach an die genannten Unternehmen heran und forderte sie zu ähnlichen Übereinkommen auf, erhielt aber nur ablehnende, mitunter auch gar keine Antworten. Daraufhin entschloss es sich, das Koalitionsrecht der betroffenen Arbeiter per Streik durchzusetzen. Dieses Vorgehen war riskant, da das SWOC in den 20 für den Streik ausgewählten Werken bis zu diesem Zeitpunkt zumeist nur eine Minderheit der jeweiligen Belegschaft organisatorisch erfasst hatte. Man rechnete allerdings damit, dass sich auch die bislang unorganisierten Arbeiter dem einmal begonnenen Streik anschließen würden.
Der Ausstand begann am 26. Mai. Anfänglich schien die Kalkulation des SWOC aufzugehen. Ausnahmslos alle bestreikten Werke lagen still, da die Belegschaften fast geschlossen die Arbeit niederlegten. Die Polizei und die wenigen Streikbrecher waren – mit Ausnahme Chicagos, wo die Polizei von Anfang an die Streikposten vertrieb – zunächst machtlos, da die Betriebe in der Regel durch tausende Streikposten abgeriegelt worden waren; mitunter wurden vor den Haupttoren auch Barrikaden errichtet. Diese „Zugangskontrollen“ erkoren die Unternehmen allerdings auch zum juristischen Angelpunkt ihrer Gegenmaßnahmen. Vor lokalen Gerichten setzten ihre Anwälte erfolgreich die Ansicht durch, dass diese Absperrmaßnahmen illegal seien. In Washington machten sie das Post Office Committee des Senats auf  „kriminelle Eingriffe“ in den Postdienst aufmerksam: die Streikposten hatten in Einzelfällen an den Werkstoren auch die Briefträger abgewiesen – ohne zu wissen, dass dies vor Gericht gegen sie verwendet werden würde. Ein Richter nach dem anderen bewertete das Agieren der Streikposten als breach of the peace (Landfriedensbruch) und/oder disorderly conduct (Ruhestörung). Der von Republic Steel angerufene Staatsgerichtshof von Ohio legte sogar ausdrücklich fest, dass am Haupttor eines Werkes maximal zwölf (und an weniger zentralen Zugängen höchstens zwei) Streikposten als „legal“ anzusehen seien. Damit wurde der Streik auf Umwegen faktisch illegalisiert und war praktisch undurchführbar, da in der Folge Polizeikräfte die Blockaden nach und nach mehr oder weniger gewaltsam aufhoben; in Ohio setzte der Gouverneur hierfür auch die Nationalgarde ein. Daraufhin nahm der größte Teil der unorganisierten Beschäftigten wieder die Arbeit auf; ergänzend wurden von den Unternehmen massenhaft Streikbrecher angeworben. In Ohio schloss die Polizei außerdem alle SWOC-Büros und nahm hunderte Aktivisten fest, nachdem einige erbitterte Arbeiter bei dem Versuch ertappt worden waren, Anlagen eines Stahlwerks in die Luft zu sprengen. In mehreren Städten lancierten mit Strohmännern der Unternehmen besetzte Citizens Committees via Presse und Radio Kampagnen gegen die „fremden Agitatoren“, die angeblich den Streik leiteten; das Committee for Industrial Organization sei eine „Russian organization“, unbescholtene Bürger litten unter dessen „reign of terror“. Auch die so nicht erwartete Passivität der Bundesbehörden lähmte die Streikenden: John L. Lewis, der Kopf des CIO und im Vorjahr einer der wichtigsten Unterstützer Roosevelts bei den Präsidentschaftswahlen, hatte den Präsidenten nach den Gewaltausbrüchen in Chicago und andernorts aufgefordert, bei den bestreikten Firmen Regierungsaufträge zu stornieren und Manager wie Girdler öffentlich wegen Verletzung des National Labor Relations Act zu rügen, war aber abgewiesen worden (was zum Bruch zwischen Lewis und Roosevelt führte). Am 17. Juni ernannte Roosevelt lediglich ein dreiköpfiges Federal Steel Mediation Board, das allerdings von allen Beteiligten weitgehend ignoriert wurde. Ende Juli erklärte das SWOC den bereits wirkungslosen Streik bei Inland Steel und Youngstown Sheet & Tube für beendet; bei Republic Steel setzte es ihn pro forma mit einer Handvoll Aktivisten, deren Wiedereinstellung die Firma ohnehin ablehnte, noch einige Zeit fort.
Das SWOC – aus dem 1942 die Gewerkschaft United Steelworkers hervorging – brauchte mehrere Jahre, um sich von dieser Niederlage zu erholen. Erst im Windschatten der 1940/41 einsetzenden Kriegskonjunktur fand es in den 1937 bestreikten Werken wieder nennenswerten Anhang. Little Steel wurde schließlich 1942 im Rahmen der nach dem Kriegseintritt der Vereinigten Staaten etablierten umfassenden Regulierung der Beziehungen von Kapital und Arbeit (vgl. National War Labor Board) von der Regierung gezwungen, die United Steelworkers als Belegschaftsvertretung anzuerkennen.
Der Little Steel Strike fand – was alles andere als selbstverständlich war – relativ große Beachtung in der Presse. Bedeutenden Anteil daran hatte das von Robert M. La Follette geleitete Civil Liberties Committee des Senats, das sich um die Skandalisierung und Aufklärung der von den lokalen und einzelstaatlichen Behörden zum Teil selbst verantworteten, zum Teil stillschweigend geduldeten, bis hin zum Mord reichenden Gewalthandlungen gegen Arbeiter und Gewerkschaftsaktivisten bemühte. Upton Sinclair (Little Steel, 1938), Meyer Levin (Citizens, 1940) und Marc Blitzstein (The Cradle Will Rock, 1937) haben den Streik literarisch verarbeitet.
Im Juni 1937 besuchte der linke Journalist und Zeichner William Gropper im Auftrag der Zeitschrift The Nation die Stadt Youngstown. Anfang Juli druckte das Blatt die bei dieser Gelegenheit entstandenen Zeichnungen zusammen mit einem Begleittext Groppers ab. Diese und andere Reportagen trugen dazu bei, eine größere Öffentlichkeit für die Zustände in den mill towns des Mittleren Westens, in denen die New Deal-Gesetzgebung eine weitgehend theoretische Größe geblieben war, zu interessieren. Gropper hatte unter anderem notiert:
„Youngstown, Ohio is bounded on the north by mill owners, on the south by the steel mills, on the east by a dingy section where workers live, and on the west by more workers' houses. Police and deputies in armed motorcars ride through the city looking for action. Near the entrances to the mills the striking pickets walk or sit day and night. Not far off stand deputized police armed with guns, clubs, and cartridge belts (...). Open meetings are held every night; women and children as well as the strikers attend these meetings. Speeches are delivered through loud speakers from the C.I.O. trucks by union leaders and other strike sympathizers. (...) On East Federal Street, in a poor colored section of Youngstown, is the headquarters of the truck drivers' union, which has been actively supporting the strike. (...) The truck drivers also have their own sound truck in which they ride around the city giving the latest news and announcing the time and place of union meetings. Radio broadcasting privileges are denied to the strikers. (...) Across the street strikers were holding a meeting. Screams were drowned out by shell fire. (...) More blasts from the police rifles – and then cars full of special police drove by, firing low at the mass of people. (...) According to the next morning's paper, two were killed and twenty-eight hurt.“